# Vereto
Vereto est une cité antique messapienne située non loin de la commune de Patù, dans la province de Lecce, en Italie,.

## Description
Située sur la colline du même nom, elle était un important centre de commerce, tant avec la Grèce qu'avec la Grande-Grèce. 
Elle devint un municipe romain et fut ensuite rasé au IXe siècle par les Sarrasins. De ce centre, il reste encore quelques témoignages archéologiques.
Les spécialistes s'accordent à dire que le site actuellement occupé par l'église de la Madonna di Vereto était l'acropole, tant de la Vereto messapienne que de la Vereto romaine et médiévale. Ce sont de ses ruines qu'est né Patù.

## Zone archéologique
La zone archéologique de Vereto, identifiée dans le PUTT/P[Quoi ?] comme «Zone d'intérêt archéologique 1» et soumise à des restrictions paysagères, est située à environ 500 m à l'est de la ville de Patù. 
Le site est accessible depuis la route provinciale 192.